# Warnemünde
Warnemünde o en baix alemany Warnemünn, és un barri costaner en el districte de Rostock a Mecklemburg-Pomerània Occidental, situat a la costa del Mar Bàltic, al nord-est d'Alemanya a la desembocadura del riu Warnow (d'aquí procedeix el seu nom, Warne= riu Warnow, münden=desembocar).

## Història
Fundada cap a l'any 1200, Warnemünde ha sigut durant segles només un poble de pescadors amb poca importància pel desenvolupament econòmic i cultural de la regió. El 1323, Warnemünde va perdre el seu estat autonòmic, ja que fou comprada per la ciutat de Rostock per tal de poder salvaguardar l'accés de la ciutat cap al Mar Bàltic. No va ser fins al s. XIX que Warnemünde va començar a desenvolupar-se en un important ressort marítim. El 2011 Warnemünde compta aproximadament amb 6670 habitants, una baixa de 1771 habitants en deu anys.

## Economia
Amb el final de la dependència de la indústria pesquera, la posició econòmica de Warnemünde es va moure inevitablement del sector primari a la secundari i terciari. Avui en dia, a més, les drassanes Aker Warnow Werft, l'economia depèn en gran manera del turisme. La construcció el 2005 d'un modern centre d'una línia de creuers i ferrys ha contribuït al posicionament de Warnemünde com el port més important de ferrys d'Alemanya.

## Vistes

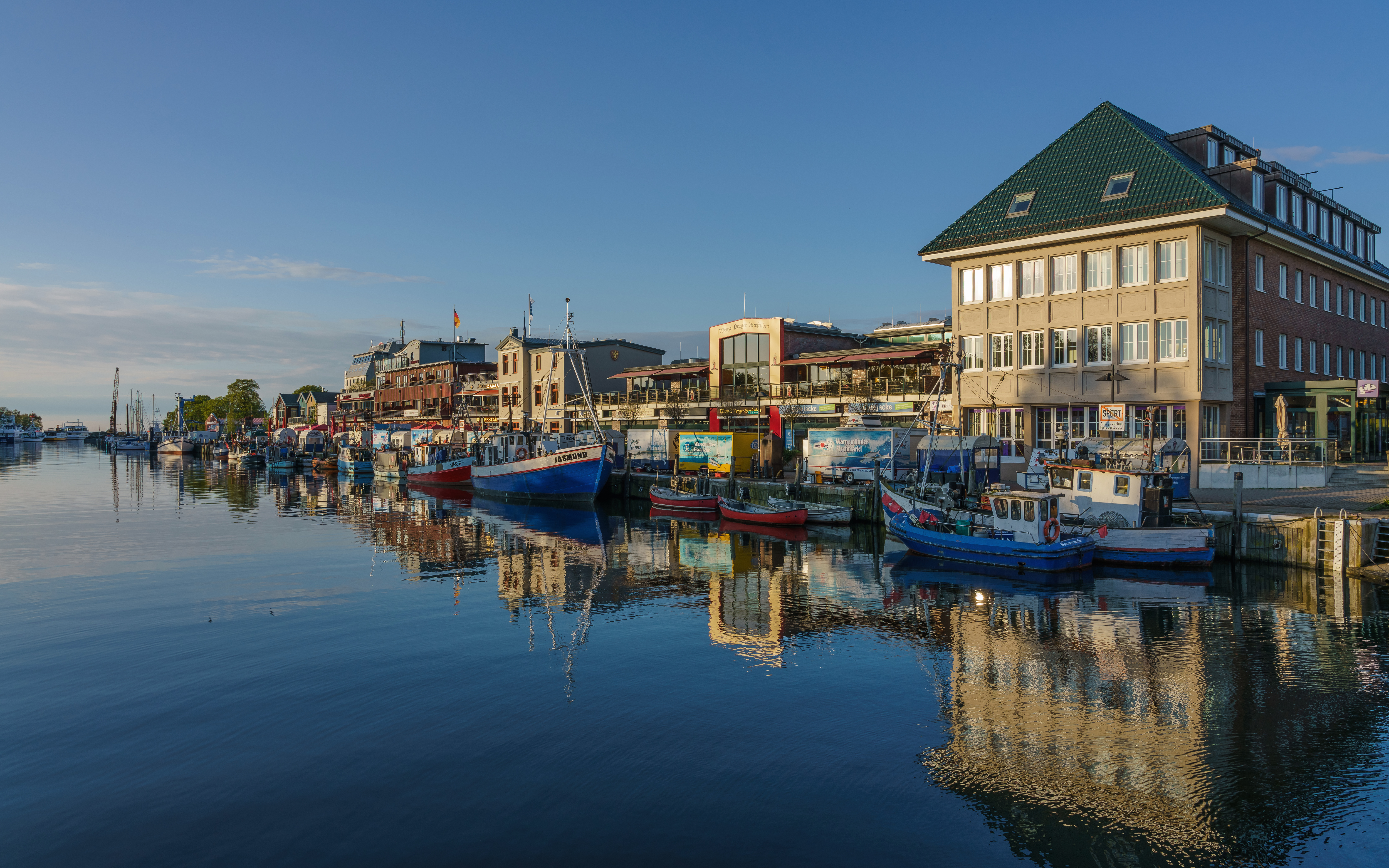
Alter Strom

Pel fet de ser un centre de tràfic marítim, el districte de Warnemünde compta amb moltes ajudes navegacionals, de les quals la més vella és el far que està prop del passeig de la platja. El far, que encara s'utilitza, fou construït el 1897. Al període d'estiu, els visitants puguin gaudir des de dalt la torre de la impressionant vista del mar Bàltic i dels districtes del nord de Rostock. A prop, el Teepott (tetera) amb el seu teulat curbat, la segona marca d'identitat més famosa del lloc, és un exemple interessant de l'arquitectura de la República Democràtica Alemanya. Construït el 1960 i remodelat el 2002, allotja avui en dia diferents restaurants i una exposició de viatges marins.
Al costat del canal Alter Strom (Riera vella), juntament amb diversos restaurants, pubs i vaixells de pesca tradicional, també s'ofereixen especialitats regionals al mercat de peix. Les amples platges de sorra de Warnemünde són les més grosses de la costa alemanya del mar Bàltic i s'estenen en una allargada de tres quilòmetres.

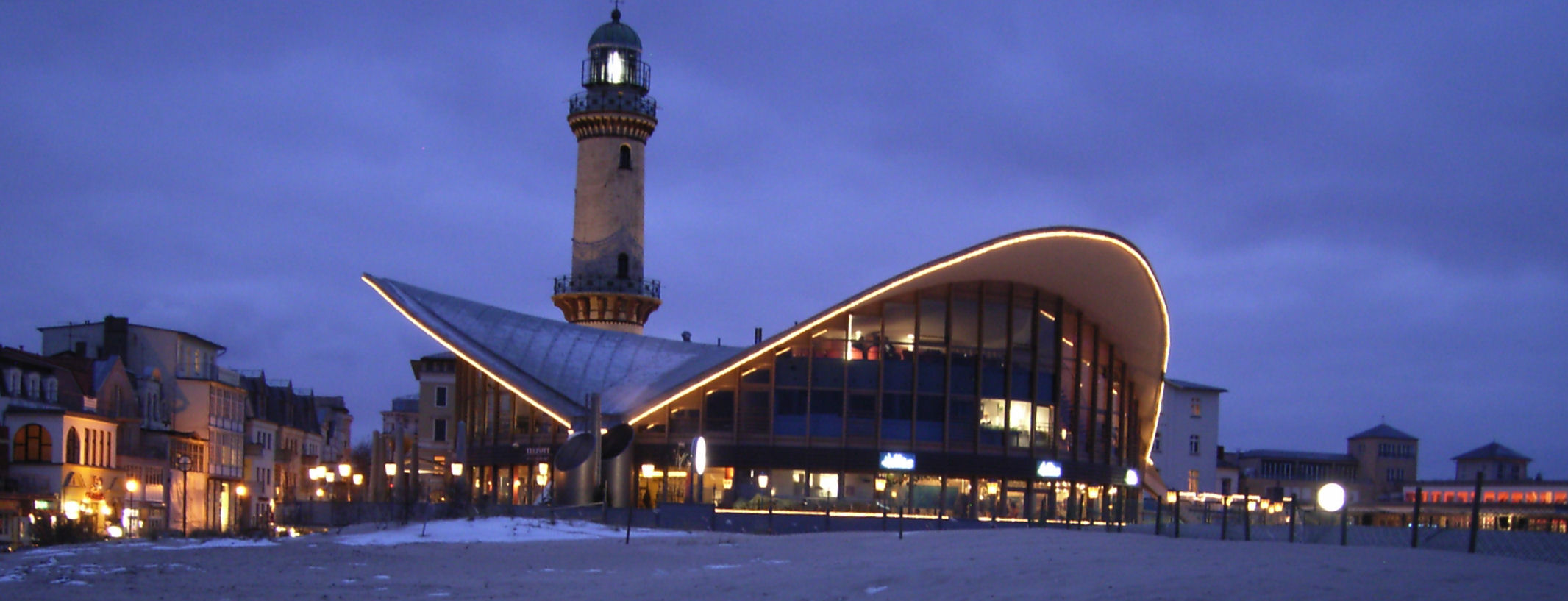
Far vell i Teepott a Warnemünde

## Cultura i Esport
Hi ha molts músics a Warnemünde que estan involucrats en esdeveniments culturals.
- De Klaashahns
- De Plattfööt
- TonArt
- Irish Coffee
- Heide Mundo

### Esport

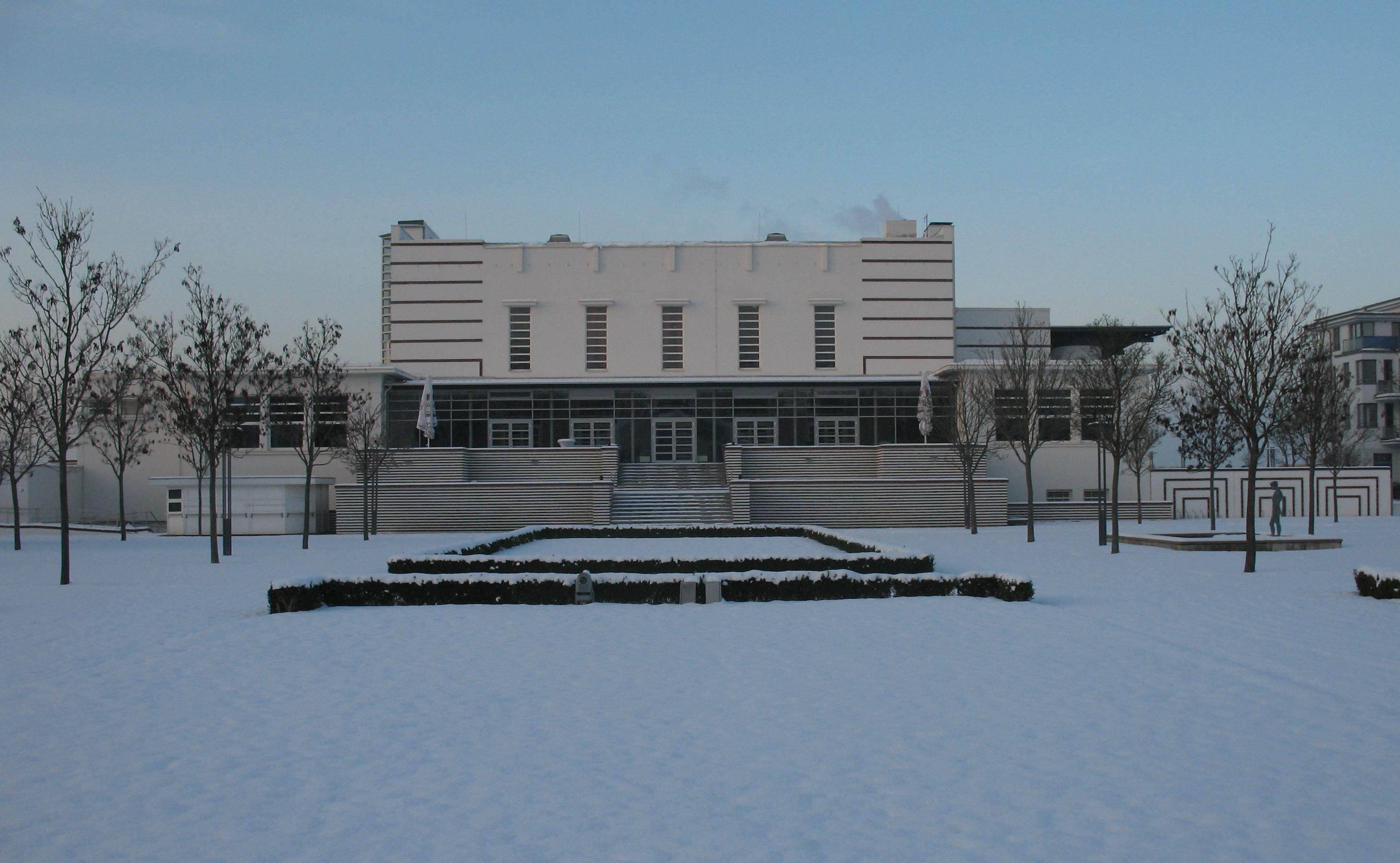
"Kurhaus"

Degut als baixos corrents i a les bones condicions de navegació, Warnemünde és un dels millors llocs per navegar a Alemanya. La platja és especialment bona per kitesurf, windsurf, submarinisme, natació and marxa nòrdica. A l'estiu hi ha molts competidors internacionals.

## Personalitats
- Stephan Jantzen (1827 - 1913), Mariner, commandant dels pilots i de l'equip de salvament
- Klaus Lass (1950), Cantautor
- Mathias Rieck (1979), Esportista
- Karl Heinz Robrahn (1913-1987), músic i autor